# Roberta Scarpa
Roberta Scarpa (Venezia, 4 febbraio 1951) è una stilista italiana.

## Biografia
Nasce a Venezia e ben presto inizia la sua formazione stilistica nell'atelier della zia modista in piazza San Marco. Nelle sue collezioni si nota il legame con la cultura veneziana.
Nel 1981, fonda con il marito Rinaldo Lorenzon, attuale presidente, la Dressing  di Silea, in provincia di Treviso. Roberta Scarpa esordisce disegnando la linea Le Bambole e seguendo le licenze degli stilisti internazionali affidati al gruppo Dressing. Nel  1996 lancia la collezione ‘'Roberta Scarpa’', che porta il suo nome. Il suo legame con Venezia si ritrova ne il moretto, amuleto portafortuna, presente nelle sue collezioni sia come simbolo sia come elemento decorativo.
Ha presentato regolarmente le sue collezioni alle sfilate di Milano e nel 2005 vince il Designer of the Year Award in occasione della Miami Fashion Week .
Nel 2008 riceve, insieme a Marco Simoncelli e Renato Pozzetto, il premio Radicchio d'oro, già assegnato nelle precedenti edizioni a personaggi come Mogol, Margherita Hack, Fulvio Roiter e Vittorio Sgarbi.
Alcuni tra i capi più significativi della stilista sono stati esposti, nel 2011, presso il Museo Revoltella di Trieste.